# 843
843 (DCCCXLIII) fue un año común comenzado en lunes del calendario juliano, en vigor en aquella fecha.

## Acontecimientos
- 11 de marzo: finaliza la Querella iconoclasta en el Imperio romano de Oriente/bizantino. La emperatriz Teodora llega a un acuerdo con la Iglesia católica y restaura el culto a las imágenes, evento que es conmemorado hasta la actualidad en la Fiesta de la ortodoxia.[1]
- c. 10 de agosto: Tratado de Verdún;[2] los nietos de Carlomagno (Carlos el Calvo, Luis el Germánico y Lotario I) dividen el Imperio carolingio en tres:
  - Francia Occidental (que será conocida como Reino de Francia desde 1205)[3]
  - Francia Oriental (que se convertirá en el Primer Reich Alemán en el 962)[4]
  - Francia Media (que luego será repartida entre Carlos y Luis)
- Kenneth I unifica a los pictos y escotos, convirtiéndose en el primer Rey de Escocia.[5]
- El Imperio chino de la dinastía Tang prohíbe el Maniqueísmo e inicia una persecución contra los seguidores de religiones extranjeras (Budismo, Zoroastrismo, Nestorianismo), siendo la población Uigur la más afectada.[6]

## Fallecimientos
- 19 de abril: Judith de Baviera, emperatriz franca.[7]
- Abu'l-Hasan al-Mada'ini, historiador musulmán cuya obra es la fuente principal para la conquista musulmana del Asia Central.[8]
- Ardón Esmaragdo, Abad y santo franco.[9]
- Fujiwara no Otsugu, cortesano, estadista y editor japonés.[10]